# نیکلای تاراسوف
نیکلای تاراسوف (ارمنی: Նիկոլայ Տարասով؛ زاده ۱۸ ژوئیهٔ ۱۸۸۲ – درگذشته ۳۱ اکتبر ۱۹۱۰) بازرگان صنعت نفت و کارآفرین اهل ارمنستان-روسیه بود. وی طرفدار تئاتر بود.

## زندگی‌نامه
وی با نام اصلی نیکوغایوس توروسیان ارمنی: Նիկողայոս Ղազարոսեան Թորոսեան در ۱۸ ژوئیهٔ ۱۸۸۲ در یک خانواده بازرگان ارمنی اصالتاً اهل آرماویر به دنیا آمد. . از سال ۱۹۰۶ وی تئاتر هنری مسکو حمایت مالی می‌کرد.  در ۳۱ اکتبر ۱۹۱۰ در سن ۲۸ سالگی در مسکو اقدام به خودکشی کرد و در گورستان ارامنه مسکو به خاک سپرده شد.

## نگارخانه

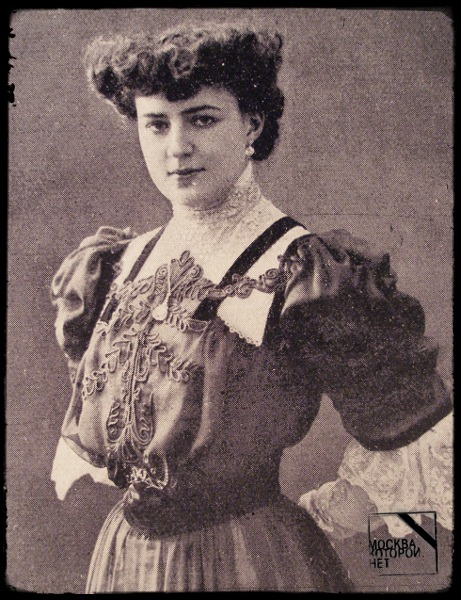
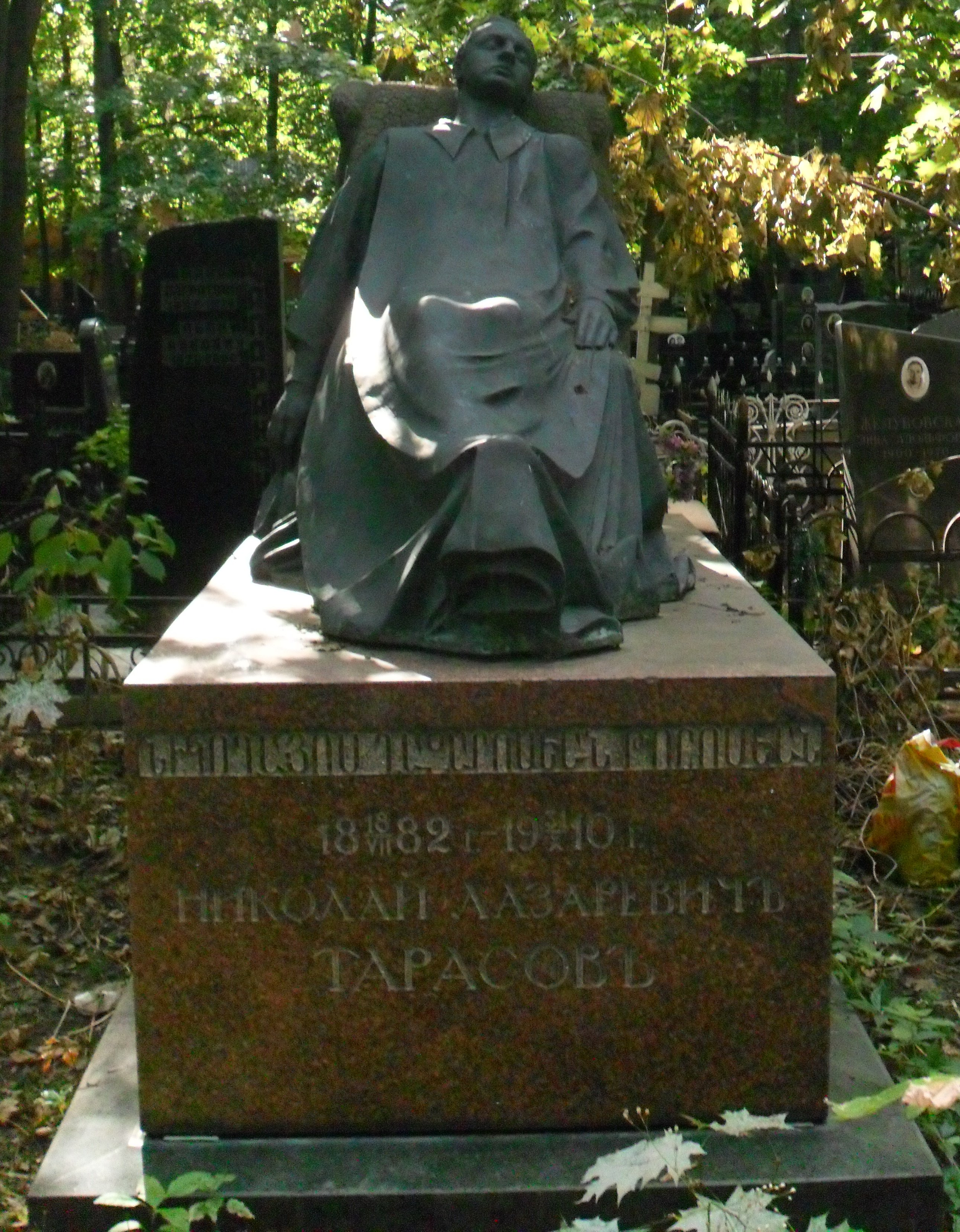